# Aérodrome d'Oban
L'aérodrome d'Oban (code IATA : OBN • code OACI : EGEO) est situé au nord-est d'Oban, près du village de North Connel, Argyll and Bute, en Écosse. Exploité par Argyll et Bute conseil, il a une licence CAA comme un aéroport commercial à la suite des récentes mise à niveau. 

## Situation

### Carte des aéroports d'Écosse
| Aberdeen Barra Benbecula Campbeltown Colonsay Dundee Eday Édimbourg Fair Isle Foula Glasgow Glasgow-Prestwick Inverness Islay Kirkwall North Ronaldsay Oban Papa Westray Sanday Stornoway Stronsay Sumburgh Tingwall Tiree Westray Wick |

### Carte des aéroports des Hébrides intérieures
| Colonsay Tiree Oban Coll Islay Campbeltown |

## Compagnies aériennes et destinations
| Compagnies             | Destinations                 |
| ---------------------- | ---------------------------- |
| Hebridean Air Services | Coll, Colonsay, Islay, Tiree |